# Región de Worodougou
Worodougou es una de las treinta y una regiones que componen Costa de Marfil. Su capital es Séguéla.
Tiene una superficie de 21.900 km². Su población estimada es de 400.200 habitantes en 2002.

## Departamentos
Está formada por los siguientes departamentos, que se muestran con población de mayo de 2014:
- Kani 73,889
- Séguéla 198,445[2]